# UDP-sulfoquinovosa sintasa
La UDP-sulfoquinovosa sintasa (EC 3.13.1.1) es una enzima que cataliza la siguiente reacción química:
UDP-glucosa + sulfito {\displaystyle \rightleftharpoons } UDP-6-sulfoquinovosa + H
2O
Por lo tanto los dos sustratos de esta enzima son la UDP-glucosa y sulfito, mientras que sus productos son la UDP-6-sulfoquinovosa y agua.
En una reacción posterior catalizadas por la enzima sulfoquinovosil diacilglicerol sintasa, la porción sulfoquinovosa de la UDP-sulfoquinovosa se conmbina con un diacilglicerol para producir el sulfolípido sulfoquinovosil diacilglicerol (SQDG).
Esta enzima pertenece a la familia de las hidrolasas, específicamente a aquellas que actúan sobre enlaces entre átomos de carbono y azufre. El nombre sistemático para esta clase de enzimas es UDP-6-sulfo-6-deoxiglucosa sulfohidrolasa. Otros nombres de uso común pueden ser sulfito:UDP-glucosa sulfotransferasa, y UDP-sulfoquinovosa sintasa. Esta enzima participa en el metabolismo de los nucleótidos azúcar y en el metabolismo de los glicerolípidos.
La estructura tridimensional de esta enzima está listada en PDB, en las entradas 1qrr  (Mulichak et al., 1999), 1i24, 1i2b y 1i2c.